# Cryptocarya sheikelmudiyana
Espèce
Cryptocara sheikelmudiyana est une espèce de plantes à fleurs de la famille des Lauraceae. C'est un arbre originaire d'Inde. Cette espèce a été décrite pour la première fois en l'an 2020.

## Étymologie
Le nom de cette espèce vient de la localité de Sheikelmudi, là où cette espèce d'arbre a été découverte. Sheikelmudi est un nom d'origine Kadar, "Shekel" signifiant "Sacré" et "Mudi" signifiant "Sommet de la montagne". "Sheikelmudi" veut donc dire "Sommet sacré de la montagne".

## Description
Cryptocarya sheikelmudiyana est un arbre pouvant atteindre 25 à 35 mètres de haut.
Les feuilles sont simples, alternes, verdâtres, de forme elliptique à oblongue, à apex aigüe à apiculée, mesurant entre 8 et 20 cm de longueur pour 3 à 9 cm de largeur et elles sont constituées de 7 à 8 paires de nervures secondaires. Le pétiole mesure entre 1 et 1,5 cm de long.
Les fleurs sont bisexuelles, de couleur jaune crème, mesurant 4 mm de long sur 2,5 mm de large et pubescentes.
Les fruits sont oblongs, non lenticellés et striés longitudinalement avec une constriction en dessous du milieu des fruits.
La floraison et la fructification se déroulent de septembre à avril.

## Distribution et habitat
Cryptocarya sheikelmudiyana a été découverte en Inde, plus précisément dans le sud des Ghats occidentaux au Kerala, à environ 1100 mètres d'altitude.
Au total, 13 arbres de cette espèce ont été trouvés, 12 à Skeikelmudi et 1 à Malakkappara.
Cette espèce d'arbres vit dans les collines et plus spécifiquement dans les forêts sempervirentes humides.